# Terje Halleland

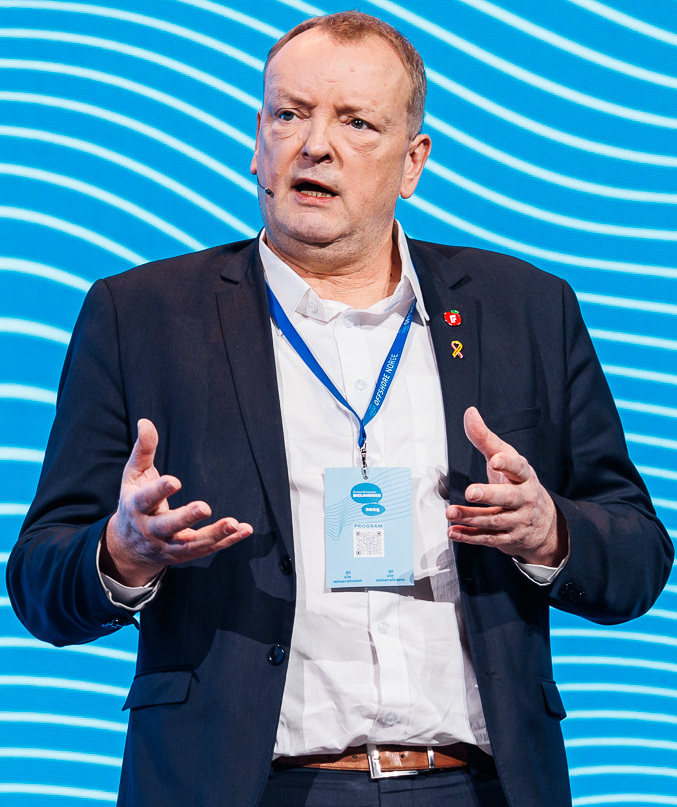
Terje Halleland, 2024

Terje Halleland (* 14. April 1966) ist ein norwegischer Politiker der rechten Fremskrittspartiet (FrP). Seit 2017 ist er Abgeordneter im Storting.

## Leben
Halleland ist ausgebildeter Baumeister. Im Jahr 2007 zog er erstmals in das Fylkesting der Provinz Rogaland ein. Zwischen 2011 und 2015 diente er als stellvertretender Fylkesordfører (Fylkesvaraordfører). Vom 15. April 2016 bis zum 30. April 2017 fungierte Halleland als kommissarischer Staatssekretär im Landbruks- og matdepartementet, dem Ministerium für Landwirtschaft und Ernährung.
Bei den Parlamentswahlen 2005 und 2009 verpasste Halleland jeweils den Einzug in das norwegische Nationalparlament Storting. Er zog schließlich bei der Wahl 2017 erstmals in das Parlament ein. Dort vertritt er den Wahlkreis Rogaland und wurde zunächst Mitglied im Energie- und Umweltausschuss. Nach der Stortingswahl 2021 wechselte Halleland in den Transport- und Kommunikationsausschuss, wo er die Position als stellvertretender Vorsitzender übernahm. Im Februar 2022 wurde Halleland erneut Mitglied im Energie- und Umweltausschuss.
Im Januar 2024 gab Halleland bekannt, dass er bei der Parlamentswahl 2025 nicht erneut kandidieren werde.